# 贾斯汀·马斯克
贾斯汀·马斯克（Justine Musk，1972年9月2日—），原名詹妮弗·贾斯汀·威尔逊，是一名加拿大作家。她也是企业家伊隆·马斯克的首任妻子。

## 事业
贾斯汀·马斯克是当代奇幻小说《嗜血天使》（BloodAngel）的作者，该书在2005年由企鹅出版社出版发行。第二本书《不速之客》（Uninvited）在2007年发表，并受到年轻人亲睐。2008年《万军之王》（Lord of Bones）出版。

## 个人生活
2000年1月，她嫁给了SpaceX创始人伊隆·马斯克。2002年，他们第一个孩子内华达诞生，但10周后死于婴儿猝死综合症。
通过体外受精技术，2004年他们拥有双胞胎格里芬和泽维尔。2006年，三胞胎达米安、撒克逊、凯诞生。2008年9月13日，她宣布与伊隆·马斯克离婚；但仍然与马斯克的第二任妻子妲露拉·莱莉保持良好关系。

## 外部来源
- 網路推理小說資料庫上的Justine Musk
- Justine Musk/Because You're a Creative Badass （页面存档备份，存于）
- Minx: from the head of Justine Musk